# Erich Obst

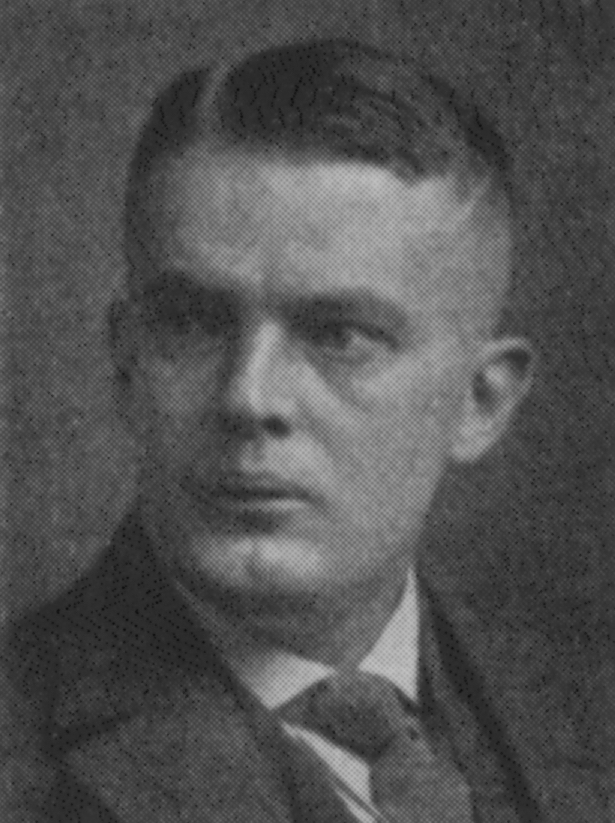
Erich Obst, um 1931

Karl August Erich Obst (* 13. September 1886 in Berlin; † 9. Juni 1981 in Göttingen) war ein deutscher Geograph, Theoretiker der Geopolitik und Hochschullehrer. 

## Leben und Wirken
Obst studierte Geographie, Geologie und Mineralogie in Jena und Breslau. Ab 1908 arbeitete er am neu gegründeten Kolonialinstitut in Hamburg. 1909 promovierte er in Breslau. 1910 bis 1912 war er Führer der Ostafrika-Expedition der Geographischen Gesellschaft in Hamburg. 1912 wurde er Privatdozent an der Universität Marburg, 1915 Professor für Geographie an der Darülfünun. Dort war er zugleich Direktor der Kaiserlichen Osmanischen Zentralanstalt für Witterungskunde. Nach dem Ersten Weltkrieg nahm Obst 1919 zuerst einen Lehrstuhl in Breslau an, bis er 1921 als Professor für Verkehrs- und Wirtschaftsgeographie nach Hannover berufen und mit dem Aufbau des Geographischen Instituts betraut wurde (bis 1938). Im November 1933 unterzeichnete er das Bekenntnis der deutschen Professoren zu Adolf Hitler. Ab 1938 war er Ordentlicher Professor an der Universität Breslau, hier entstanden 13 Bände des auf 19 Bände konzipierten Kolonialhandbuchs (1941–43). Nach 1945 wurde die Weiterführung des Werkes gestoppt. Ab 1945 hatte Obst einen Lehrstuhl an der Technischen Hochschule Hannover inne.
In der Geographischen Gesellschaft zu Hannover war einer seiner Mitarbeiter Emil Conrad, der spätere Direktor des Wilhelm-Busch-Museums.
Von 1924 bis 1932 gab er die Zeitschrift für Geopolitik zusammen mit Karl Haushofer heraus, von dessen Konzept er sich aber zunehmend distanzierte.

## Veröffentlichungen (Beispiele)
- Das Klima Thrakiens als Grundlage der Wirtschaft, Leipzig/Berlin : Teubner, 1921
- Zentralisation oder Dezentralisation in der Weltwirtschaft, Essen : W. Girardet, 1926
- Richtlinien für die Schreibung afrikanischer Namen, Leipzig : Deutsche Kartografische Gesellschaft, 1941
- Die Grosse Randstufe auf der Ostseite Südafrikas und ihr Vorland : Ein Beitrag zur Geschichte d. jungen Heraushebung d. Subkontinents, Hannover : Geographische Gesellschaft, 1949
- Das Problem der Allgemeinen Geographie, Landshut/Bayern : Verlag des Amtes für Landeskunde, 1950

## Ehrungen
- Mitglied der Leopoldina (1933)[2]